# Фе, Армин
А́рмин Фе (нем. Armin Veh; 1 февраля 1961, Аугсбург) — немецкий футболист, тренер.

## Игровая карьера
Фе начал свою игровую карьеру в 1979 году, в своем родном городе играя за клуб «Аугсбург». Но за этот клуб Фе играл меньше года, после чего ушёл в Бундеслигу, где с 1979 по 1983 год играл за мёнхенгладбахскую «Боруссию». С этим клубом Фе в 1980 году достиг финала Кубка УЕФА, где «Боруссия» проиграла франкфуртскому «Айнтрахту».
В 1983 году Армин Фе перешёл в «Санкт-Галлен», но в спустя год вернулся в «Боруссию». В том же году Фе сломал ногу и решил завершить карьеру в Бундеслиге.
В 1985 году он вернулся в родной город и вновь стал играть за «Аугсбург». В июле 1987 года перешёл в «Швабен Аугсбург», но задержался там ненадолго и в том же году перешёл в «Байройт», где и играл до конца игровой карьеры в 1990 году.
В общей сложности Фе провёл 65 матчей в Бундеслиге (забив 3 гола) и 60 матчей во втором дивизионе (забив только 1 гол).

## Тренерская карьера
После завершения игровой карьеры Фе вернулся на родину в клуб «Аугсбург», где начал свою тренерскую карьеру. Фе тренировал «Аугсбург» с 1990 по 1995 год, выведя в 1994 году клуб из Оберлиги в более престижную Региональную лигу. В 1996 году Фе ушёл в «Гройтер Фюрт», который в 1997 году вышел во Вторую Бундеслигу, после чего, в октябре 1997 года, он был уволен. В июле 1998 года Фе возглавил «Ройтлинген 05», который в 2000 году также добрался до Второй Бундеслиги. Тем не менее Фе был уволен и из «Ройтлингена» в декабре 2001 года.
С января 2002 года Фе начал тренировать ростокскую «Ганзу», но в октябре 2003 году ушёл из команды с северо-востока, решив больше уделять внимания своей семье, которая проживает в южной Германии. В 2003 году Фе снова возглавил «Аугсбург», а после увольнения в сентябре 2004 года он остался безработным до 2006 года.
11 февраля 2006 года Фе был приглашен в «Штутгарт», чтобы временно заменить Джованни Трапаттони до конца сезона. 18 апреля 2006 года договор был продлён до лета 2007 года, а 19 января 2007 года контракт продлили ещё на один год.
В мае 2007 года «Штутгарт» добился своего самого крупного успеха, став чемпионом Германии. Однако в сезоне 2007/08 клуб стал играть заметно хуже и занял лишь восьмое место. 23 ноября 2008 года «Штутгарт» объявил о расторжении контракта с Армином Фе в связи с неудовлетворительными результатами.
23 мая 2009 года было объявлено, что в июле этого же года Фе возьмёт под своё руководство клуб «Вольфсбург», только что ставший чемпионом Германии, ранее руководимый Феликсом Магатом. Но уже 25 января 2010 года Фе был уволен с поста главного тренера «Вольфсбурга», так как руководство клуба было не удовлетворено результатами выступлений клуба.
24 мая 2010 года Фе был назначен главным тренером «Гамбурга». Работа в этом клубе сложилась для Фе неудачно. Проработав в «Гамбурге» меньше года, он был уволен с поста главного тренера 12 марта 2011 года после крупного проигрыша «Баварии» из Мюнхена со счётом 0:6. После этого поражения команда опустилась на восьмую строчку в чемпионате Германии.
Летом 2011 года Фе стал главным тренером франкфуртского «Айнтрахта», заменив Кристофа Даума. По итогам сезона 2011/12 клуб под его руководством вышел в Бундеслигу, а его контракт был продлён до 2013 года. В следующем сезоне «Айнтрахт» занял шестое место в чемпионате и попал в Лигу Европы. 25 марта 2013 года Фе продлил контракт с клубом до 2014 года. В марте 2014 года Армин объявил, что соглашение продлено не будет и летом он покинет команду.
12 мая 2014 года было объявлено о подписании контракта Фе со «Штутгартом». Он проработал в клубе до 24 ноября, после чего покинул свой пост из-за неудовлетворительных результатов (9 очков в 12 играх).
14 июня 2015 года Фе подписал двухлетний контракт с франкфуртским «Айнтрахтом». 6 февраля 2016 года клуб расторг контракт с специалистом.

## Личная жизнь
Армин Фе является квалифицированным риэлтором. Женат на швейцарке. Есть двое сыновей.

## Достижения
- Выход во вторую Бундеслигу: 1996/97, 1999/2000
- Чемпион Германии: 2006/07
- Финалист Кубка Германии: 2006/07
- Футбольный тренер года в Германии: 2007
- Выход в первую Бундеслигу: 2011/12